# Charlie Savage
Charlie William Henry Savage (Leicester, 2003. május 2. –) angol születésű walesi válogatott labdarúgó, a Reading középpályása.
A Manchester United csapatában nevelkedett. A 2022–2023-as szezon második felében kölcsönadták a Forest Green Roversbe, ahol tizenöt alkalommal lépett pályára, gyakran kezdőként. 2023-ban elhagyta a Unitedet, a Reading csapatába szerződött.
Walesi válogatott labdarúgó, a korábbi válogatott Robbie Savage fia. 2023-ban mutatkozott be a felnőtt csapatban.

## Fiatalkora
Charlie Savage Leicesterben született 2003. május 2-án, a walesi válogatott Robbie Savage fiaként. Apjához hasonlóan a Manchester United utánpótláscsapatához csatlakozott.

## Pályafutása

### Klubcsapatokban

#### Manchester United
2021 áprilisában írta alá első profi szerződését a csapattal. 2021. december 8-án a cserepadra nevezte Ralf Rangnick a Young Boys elleni UEFA-bajnokok ligája mérkőzésre, amely meccsen debütált is a csapatban. 2022. május 22-én a cserepadon ült a Crystal Palace elleni bajnokin.

##### 2023: Kölcsön a harmadosztályban
2023 januárjában kölcsönbe leigazolta a Forest Green Rovers a szezon hátralévő részére. A Shrewsbury Town ellen mutatkozott be január 28-án, első gólját pedig március 11-én szerezte, a Bristol Rovers elleni 3–1-es vereség során. A kölcsön során összesen 15 alkalommal lépett pályára a harmadosztályban, gyakran kezdőként szerepelt és egy gólt is szerzett.

#### Reading
2023. július 22-én a Reading bejelentette a játékos szerződtetését, 15 év után hagyta el a Unitedet és négy éves szerződést írt alá a dél-angliai csapattal.

### A válogatottban
Ugyan Angliában született, Savage a walesi válogatottban játszott utánpótlás szinten. 2021 augusztusában meghívták az U19-es walesi válogatottba, gólt is szerzett az Ausztria elleni 2–3 arányú vereség alkalmával. A felnőtt válogatottban 2023 októberében mutatkozott be, a Gibraltár elleni 4–0-ás győzelem során, kezdőként.

## Játékstílusa
Apjához hasonlóan középpályás, Savage védekezésben és támadásban is hasznos. Az azonosságok ellenére Charlie Savage azt mondta, hogy nem lát sok közös stílusjelet apjával, kiemelve, hogy sokkal technikásabb, a passzolásra koncentrál.

## Statisztikák
Frissítve: 2025. január 1.
| Csapat                           | Szezon              | Bajnokság           | Bajnokság | Bajnokság | FA-Kupa | FA-Kupa | Ligakupa | Ligakupa | Európa | Európa | Egyéb | Egyéb | Összesen | Összesen |
| Csapat                           | Szezon              | Osztály             | Mér.      | Gól       | Mér.    | Gól     | Mér.     | Gól      | Mér.   | Gól    | Mér.  | Gól   | Mér.     | Gól      |
| -------------------------------- | ------------------- | ------------------- | --------- | --------- | ------- | ------- | -------- | -------- | ------ | ------ | ----- | ----- | -------- | -------- |
| Manchester United U21            | 2019–2020           | Premier League U    | 1         | 0         | —       | —       | —        | —        | 0      | 0      | 6     | 1     | 7        | 1        |
| Manchester United U21            | 2020–2021           | Premier League U    | 23        | 3         | —       | —       | —        | —        | 0      | 0      | 0     | 0     | 23       | 3        |
| Manchester United U21            | 2020–2021           | Premier League 2    | 2         | 0         | —       | —       | —        | —        | 0      | 0      | 2     | 0     | 4        | 0        |
| Manchester United U21            | 2021–2022           | Premier League 2    | 10        | 0         | —       | —       | —        | —        | 3      | 0      | 3     | 0     | 16       | 0        |
| Manchester United U21            | 2022–2023           | Premier League 2    | 13        | 1         | —       | —       | —        | —        | 0      | 0      | 4     | 0     |          |          |
| Utánpótlás összesen              | Utánpótlás összesen | Utánpótlás összesen | 36        | 3         | —       | —       | —        | —        | 3      | 0      | 11    | 1     | 50       | 4        |
| Manchester United                | 2021–2022           | Premier League      | 0         | 0         | 0       | 0       | 0        | 0        | 1      | 0      | 0     | 0     | 1        | 0        |
| Forest Green Rovers (kölcsönben) | 2022–2023           | League One          | 15        | 1         | —       | —       | —        | —        | —      | —      | —     | —     | 15       | 1        |
| Reading                          | 2023–2024           | League One          | 40        | 3         | 1       | 0       | 2        | 1        | —      | —      | 2     | 1     | 45       | 5        |
| Reading                          | 2024–2025           | League One          | 22        | 4         | 2       | 1       | 1        | 1        | —      | —      | 2     | 0     | 27       | 6        |
| Reading                          | Összesen            | Összesen            | 62        | 7         | 3       | 1       | 3        | 2        | —      | —      | 4     | 1     | 72       | 11       |
| Karrier összesen                 | Karrier összesen    | Karrier összesen    | 77        | 8         | 3       | 1       | 3        | 2        | 1      | 0      | 11    | 1     | 95       | 12       |

1. 1 2 3 4  Pályára lépések az EFL Throphy-ban. Ezek a szereplések profi pályafutása részének számítanak
2. ↑  Pályára lépések az UEFA-bajnokok ligájában